# Peribatodes jugurthina
Peribatodes jugurthina là một loài bướm đêm trong họ Geometridae.